# Ischaemum setaceum
Ischaemum setaceum là một loài thực vật có hoa trong họ Hòa thảo. Loài này được Honda mô tả khoa học đầu tiên năm 1924.